# John Morrissey (Politiker)

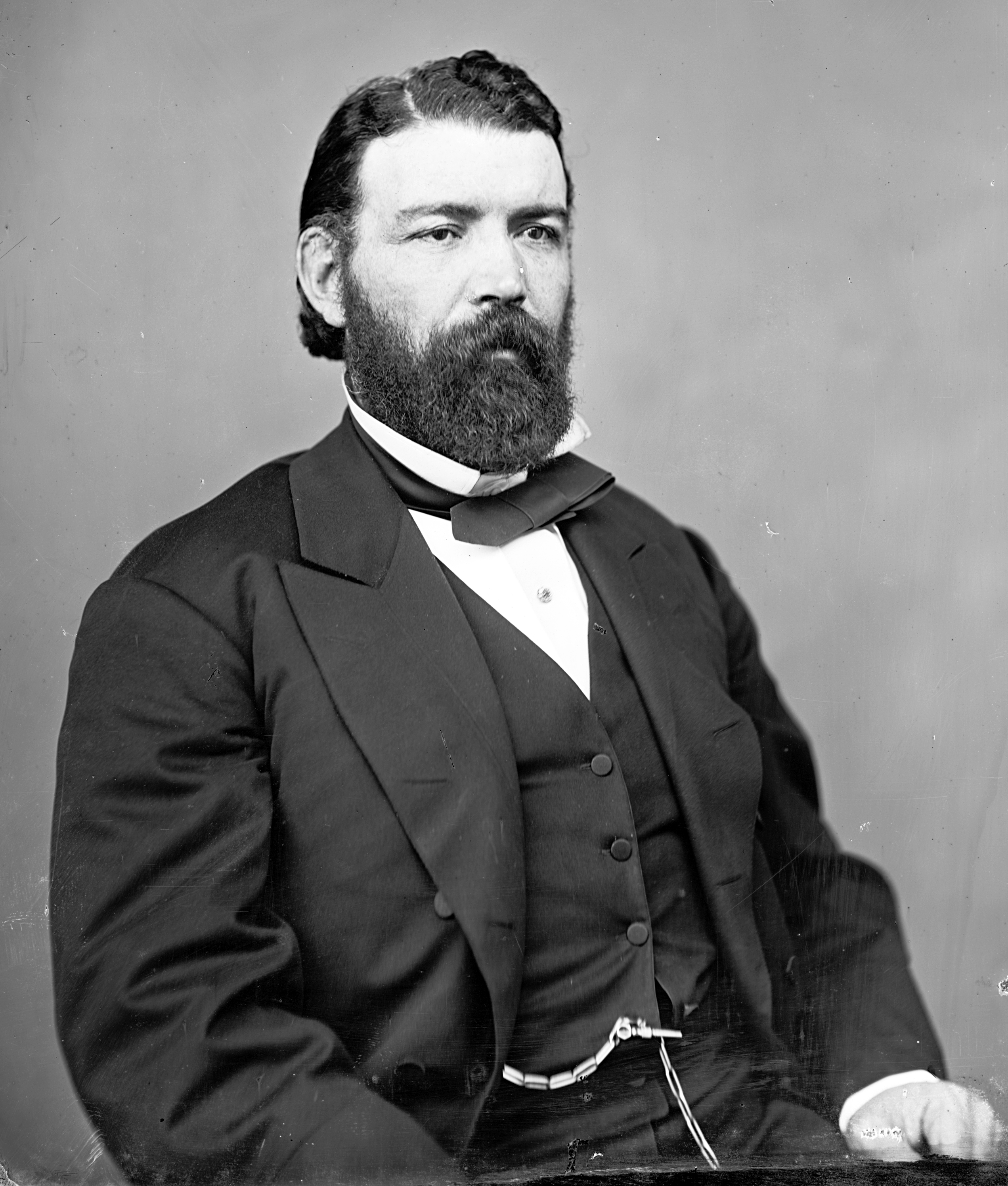
John Morrissey

John Morrissey (* 12. Februar 1831 in Templemore, County Tipperary, Irland; † 1. Mai 1878 in Troy, New York) war ein US-amerikanischer Politiker und Boxweltmeister. Zwischen 1867 und 1871 vertrat er den Bundesstaat New York im US-Repräsentantenhaus.

## Werdegang
Im Jahr 1833 kam John Morrissey mit seinen Eltern aus seiner irischen Heimat nach Troy in New York, wo er die öffentlichen Schulen besuchte. Dort arbeitete er als Rausschmeißer in einem Bordell und geriet er mehrfach mit dem Gesetz in Konflikt, unter anderem wegen Diebstahls und Einbruchs, und verbrachte zwei Monate im Gefängnis. Im Jahr 1848 zog er nach New York City. Drei Jahre später ging er für kurze Zeit nach Kalifornien, wo er im Wettgeschäft tätig wurde. Damals trat er erstmals auch als Bare-knuckle-Boxer in Erscheinung. 1852 kehrte er nach New York zurück. Dort forderte er den damaligen Boxweltmeister Yankee Sullivan zu einem Kampf heraus. Dieser ging über 37 Runden und endete nach der Disqualifikation Sullivans mit dem Sieg Morrisseys. Für die Zeit von 1853 bis 1859 wird er daraufhin in den inoffiziellen Listen als Schwergewichtsweltmeister geführt (offizielle Listen und Wettbewerbe gab es erst ab 1885). Morrissey stieg in New York City und in Saratoga in das Wettgeschäft ein. Ab 1863 war er dort auch im Renngeschäft tätig. Beraten von Börsenmakler William R. Travers eröffnete er neben der Pferderennbahn von Saratoga Springs ein Hotel und verschwenderische Einrichtungen, um sich in der vornehmen Gesellschaft beliebt zu machen. Als der Ruderverband der amerikanischen Colleges 1874 eine jährliche Regatta verkündete, ermutigte er jedoch die niederen Schichten, diesen als Zuschauern beizuwohnen und auf ihren Ausgang zu wetten, wodurch sich die Superreichen letztendlich doch in die Isolation von Newport, Rhode Island zurückzogen, wo Sport nicht zum Diener des Kommerz wurde. In Saratoga betrieb er ein Kasino, in dem prominente Amerikaner, darunter die späteren Präsidenten Ulysses S. Grant, Rutherford B. Hayes und Chester A. Arthur, sowie Cornelius Vanderbilt oder Mark Twain verkehrten. Auf dem Höhepunkt seiner geschäftlichen Laufbahn betrieb Morrissey 16 Kasinos.
Als Mitglied der Gang des Empire Clubs begann er seine politische Karriere als Handlanger. Er schloss sich der Demokratischen Partei an und wurde von der mit dieser verbundenen Gesellschaft Tammany Hall unterstützt. Bei den Kongresswahlen des Jahres 1866 wurde er im fünften Wahlbezirk von New York in das US-Repräsentantenhaus in Washington, D.C. gewählt, wo er am 4. März 1867 die Nachfolge von Nelson Taylor antrat.  Nach einer Wiederwahl konnte er bis zum 3. März 1871 zwei Legislaturperioden im Kongress absolvieren. Bis 1869 war die Arbeit des Kongresses von den Spannungen zwischen den Republikanern und Präsident Andrew Johnson belastet, die in einem nur knapp gescheiterten Amtsenthebungsverfahren gipfelten.
Im Kongress setzte sich Morrissey unter anderem für die Interessen der aus Irland eingewanderten Amerikaner ein. Er wurde immer unzufriedener mit der vor allem bei Tammany Hall vorherrschenden Korruption. Daher wandte er sich gegen diese Organisation und verzichtete im Jahr 1870 auf eine weitere Kongresskandidatur. Im Prozess gegen William Tweed, den Leiter von Tammany Hall und vormals einflussreichsten Politiker der Stadt New York, sagte Morrissey gegen diesen aus, was wesentlich zu dessen Verurteilung beitrug. Nach dem Ende seiner Zeit im US-Repräsentantenhaus nahm er seine früheren Tätigkeiten wieder auf. Von 1875 bis zu seinem Tod saß er als Anti-Tammany-Hall-Kandidat im Senat von New York. Er starb am 1. Mai 1878 in Troy und wurde dort unter großer Anteilnahme der Bevölkerung und des gesamten Staatssenats beigesetzt.
1969 wurde Morrissey in die International Boxing Hall of Fame aufgenommen.